# 快速航空
快速航空（Xpress Air）是印度尼西亚的一家航空公司，自身定位为主要提供飞往东部地区航线的国内航空公司，2014年开通了飞往马来西亚的国际航班。随着两架波音737客机投入使用，快速航空成为第一家开通雅加达直航飞往望加锡、特尔纳特、索龙、马诺夸里、查亚普拉等24座东部城市的私人航空公司。望加锡的苏丹哈桑丁国际机场是从爪哇岛飞往印尼东部最主要的航空枢纽，索龙则是西巴布亚地区的第二大枢纽，有航线连接西巴布亚周围各地。
快速航空得到了印尼鸽子航空股份有限公司的支持（值得信赖的飞机维修商），确保其乘客的安全和飞行质量。
快速航空被印尼民航总局列为第一类安全质量航空公司。

## 历史
快速航空从2003年6月23日起开始经营查亚普拉到雅加达之间的航线，从那时起，该航空公司已经发展成为印度尼西亚东部的主要航空公司之一。快速航空目前正在扩建机队，以服务巴布亚、苏拉威西岛、马鲁古和努沙登加拉地区的更多目的地。快速航空亦考虑发展通往西部地区的航线，连接日惹、泗水、坤甸等地。
2012年，快速航空开始使用新的名称（将Express Air变为Xpress Air，用以表现其为更现代化及待客友善的航空公司），公司口号也变为“Terbanglah Indonesia”（翱翔吧，印度尼西亚）。

## 航点
- 印度尼西亞
  - 安汶 - 巴蒂穆拉国际机场
  - 巴博 - 巴博机场
  - 马巴 - 布利机场
  - 万隆 - 侯赛因·萨斯特拉内加拉国际机场
  - 巴务巴务 - 贝托阿姆巴利机场
  - 多波 - 多波机场
  - 法克法克 - 法克法克托利亚机场
  - 加莱拉 - 加马马拉莫机场
  - 格贝岛 - 格贝机场
  - 哥伦打洛 - 加拉鲁丁机场
  - 雅加达 - 苏加诺-哈达国际机场（枢纽）
  - 日惹 - 阿迪苏吉普托国际机场
  - 查亚普拉 - 仙谷国际机场
  - 凯马纳 - 乌塔罗姆机场
  - 肯达里 - 哈罗柳机场
  - 卡奥 - 克瓦邦机场
  - 拉布哈 - 奥斯曼·萨迪克机场
  - 图阿尔 - 卡雷尔·萨德斯维图本机场
  - 卢武克 - 舒库兰·阿米努丁·阿米尔机场
  - 望加锡 - 苏丹哈桑丁国际机场（主要枢纽）
  - 玛琅 - 阿卜杜勒·拉赫曼·萨利赫机场
  - 马穆朱 - 坦帕巴当机场
  - 万鸦老 - 萨姆·拉图兰吉国际机场
  - 马诺夸里 - 任代尼机场
  - 马塔克岛 - 马塔克机场
  - 摩罗泰岛 - 莱奥·瓦蒂梅纳机场
  - 纳比雷 - 纳比雷机场
  - 纳土纳 - 拉奈机场
  - 巴东 - 米南加保国际机场
  - 巨港 - 苏丹马赫穆德·巴达鲁丁二世国际机场
  - 北干巴魯 - 苏丹谢里夫·卡西姆二世国际机场
  - 坤甸 - 苏巴迪奥国际机场[3]
  - 萨纳纳 - 埃马拉莫机场
  - 萨温拉基 - 马蒂尔达·巴特拉耶里机场
  - 索龙 - 多米尼克爱德华·奥索机场
  - 泗水 - 朱安达国际机场
  - 梭罗 - 阿迪·苏马尔莫国际机场[3]
  - 塔纳默拉 - 塔纳默拉机场
  - 丹戎槟榔 - 拉贾·哈吉·斐萨比里拉国际机场（枢纽）
  - 特尔纳特 - 苏丹巴布拉机场
  - 瓦卡托比 - 马塔霍拉机场
  - 瓦梅纳 - 瓦梅纳机场

 马来西亚
  - 古晋 - 古晋国际机场
  - 马六甲 - 马六甲国际机场
  - 美里 - 美里机场

## 机队

### 当前机队
截止2017年8月，快速航空机队拥有以下飞机：

### 曾有机队
快速航空曾经拥有以下飞机：
- 2架波音737-200

## 事故
- 2008年11月6日，一架仅在快速航空服役了六周的多尼尔328在法克法克托利亚机场重着陆，无人员死亡。
- 2009年8月24日，一架多尼尔328在塔纳默拉机场滑出跑道冲入土堆，导致右侧发动机和螺旋桨发生实质性损害[5]。
- 2013年5月13日，一架波音737-200的引擎遭遇技术问题，后来安全降落在查亚普拉机场。

## 资料来源
1. ↑  . 2014-06-11  [2017-11-06]. （原始内容存档于2020-12-03）.
2. ↑  . hubud.dephub.go.id. Kementerian Perhubungan. （原始内容存档于2012-02-22）.
3. 1 2  .   [2020-04-18]. （原始内容存档于2020-03-25）.
4. ↑  . Airliner World: 17.
5. ↑  . aviation-safety.net. Aviation Safety Network.   [2017-11-06]. （原始内容存档于2017-08-30）.